# D jak Deshu
D jak Deshu znany też jako D: Underworld Badhshah – bollywoodzki thriller wyreżyserowany przez debiutanta Vishram Sawanta. Producent Ram Gopal Varma (Satya, Company). Scenarzysta Manish Gupta (Sarkar). W tytułowej roli Randeep Hooda (Monsunowe wesele), w drugoplanowych Chunky Pandey, Isha Koppikar, Yashpal Sharma, Sushant Singh. Współczesny Mumbaj mafijny z odniesieniem do rządzącego jego podziemiem Dawooda Ibrahima, z jego D-company i do powiązań gangsterów z politykami. Przyjaźń, miłość, intrygi i rozgrywki mafijne.

## Fabuła
Na oczach Deshu (Randeep Hooda) w slumsach mumbajskich ginie człowiek. Próbując świadczyć przeciwko zabójcom zostaje on upokorzony i dotkliwie pobity. Zarówno przez zastraszającego go gangstera Maangli, jak i przez rozczarowanych jego zastraszeniem policjantów. To pomaga mu podjąć decyzję. Darowując konkurencyjnemu gangowi śmierć Maangliego, Deshu wzbudza podziw w jego szefie, Hashim Bhai. Mechanik z Dubaju przemienia się w groźnego bandytę. Wkrótce staje się on dumą Hashim Bhaia. Jednak szybki wzrost jego pozycji i zaufanie, jakim go darzy szef, czynią z niego wroga synów Hashim Bhai, Shabbira (Yashpal Sharma) i Mukrama (Sushant Singh). Aby odzyskać władzę nad sercem ojca, bracia zaczynają knuć intrygę przeciwko Deshu.

## Obsada
- Randeep Hooda – Deshu
- Chunky Pandey – Raghav
- Rukhsar – Bhakti Bhatnagar
- Isha Koppikar – Gunjan
- Yashpal Sharma – Shabbir
- Sushant Singh – Mukarram
- Goga Kapoor – Hashim Bhai
- Ishrat Ali – Tambe

## Muzyka i piosenki
Autorem muzyki jest Nitin Raikwar (Road)
- Ek Pal Ki Zindagi
- Dhokebaaz
- Khud Ko Maar Daala Re
- Ek Pal Ki Zindagi
- D. Rox
- Zinda Hai Zindagi
- Dhoka (remix)
- Prologue – The Rumble Of D
- Epilogue – The Soul Of D
- D. Tox [Main Bindaas Ho Jaaoon]